# Monasterio de Tigva
El Monasterio Tigva del Tránsito de María (en georgiano: თიღვის მონასტერი) es una iglesia monástica medieval georgiana ortodoxa en el pueblo de Tigva en el valle del río Prone en lo que hoy es el territorio disputado de Osetia del Sur. El edificio del monasterio es un diseño abovedado de cruz inscrita. Fue fundada por Tamar, hija del rey David IV de Georgia, lo que se conmemora en una inscripción georgiana que data del año 1152.

## Historia
La fundación de la iglesia de Tigva se menciona en las crónicas georgianas, y está fechada en la inscripción de construcción en 1152. Su donante, o mecenas, fue Tamar, hija del rey georgiano David IV «el Constructor» y la reina viuda de Shirván, que se convirtió en monja en Tigva y murió allí alrededor de 1161. A principios del siglo XVIII, una crisis en Georgia afectó el monasterio: el príncipe Vajushti, en su Descripción del Reino de Georgia, presentó el monasterio de Tigva como «abovedado, elegante, bellamente construido», pero «sin sacerdote». Varios edificios adicionales que rodean la iglesia, que todavía existían en la época de Vajushti, fueron encontrados en ruinas por la condesa Praskovya Uvarova durante su visita en 1890. Poco después de la visita de Uvarova, la iglesia fue reparada gracias a los esfuerzos del sacerdote Zedginidze, los príncipes Amirejibi y los campesinos locales en 1890.

## Arquitectura

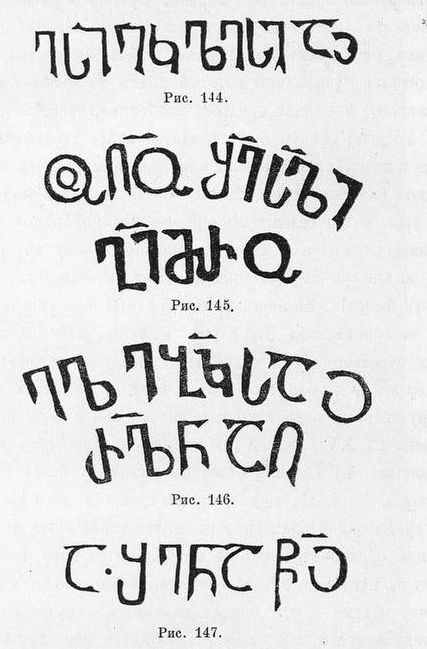
Inscripciones georgianas de la iglesia de Tigva reproducidas por Uvarova en 1894.

El edificio del monasterio, construido con bloques de piedra rojiza, es una iglesia de cúpula bien conservada, inscrita en un rectángulo, con las dimensiones de 15 x 24 m. Destaca el diseño ascético y la escasez de decoraciones, la iglesia tiene el altar con un ábside y tres brazos rectangulares de crucero. La prótesis y el diaconicón también se encuentran en el ábside. La cúpula descansa sobre las esquinas de las paredes del ábside en el este y dos pilares independientes en el oeste. El rasgo característico es la presencia de narthex y coro en el oeste. La iglesia tiene tres entradas, al norte, al sur y al oeste. Montada sobre la puerta norte hay una inscripción georgiana en escritura asomtavruli, publicada por primera vez por Marie-Félicité Brosset en 1851. Su texto rimado menciona a Tamar, como donante. El interior estaba decorado con frescos, pero los murales ahora son apenas perceptibles.
Al noroeste del edificio principal de la iglesia había un palacio de dos pisos, construido para Tamar. Estaba conectado directamente a la galería de la iglesia por medio de un puente a través de una puerta abierta en la parte occidental de la pared norte.

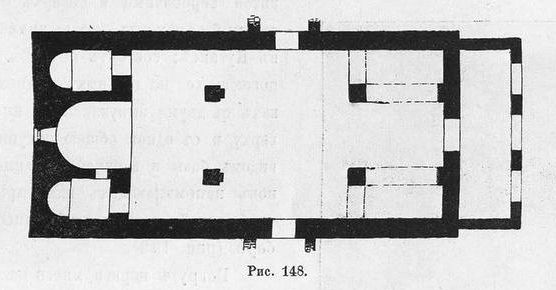
Plano general de la iglesia de Tigva.
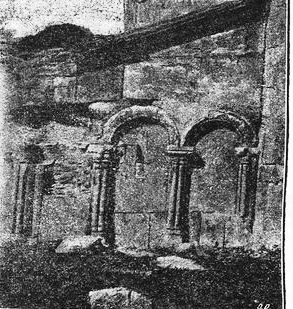
Detalles de la iglesia. 1894.
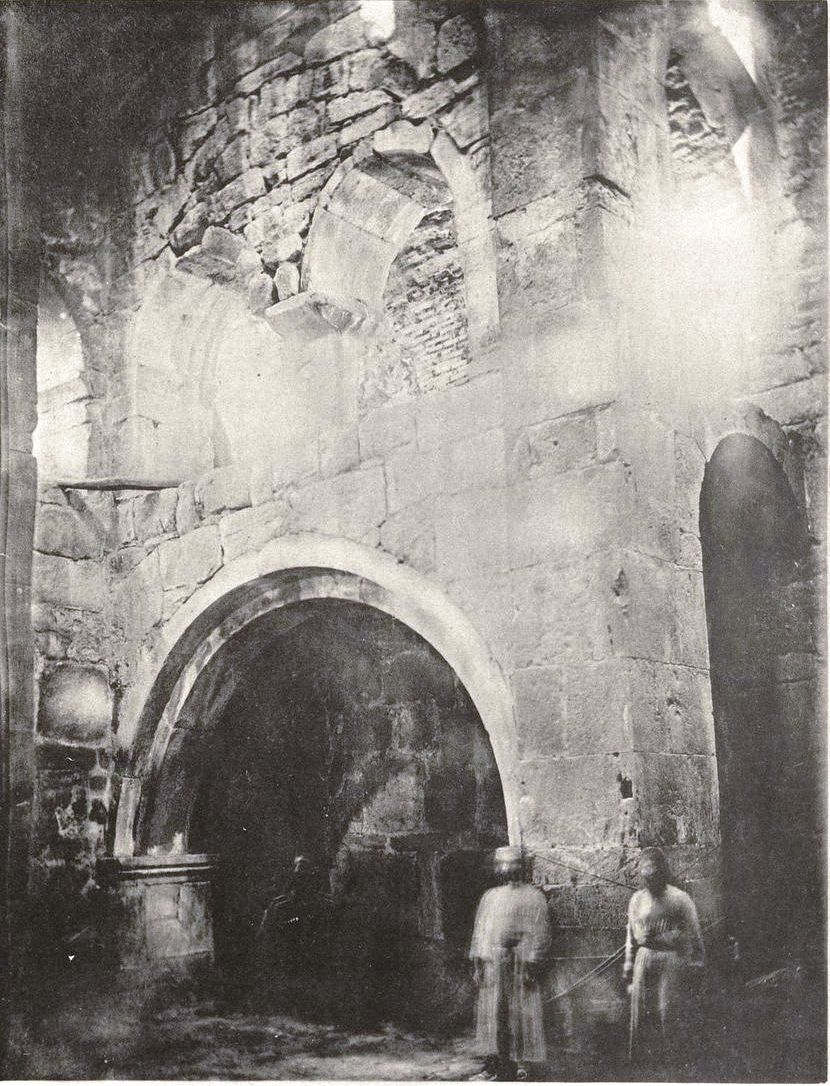
Interior de la iglesia, 1894.
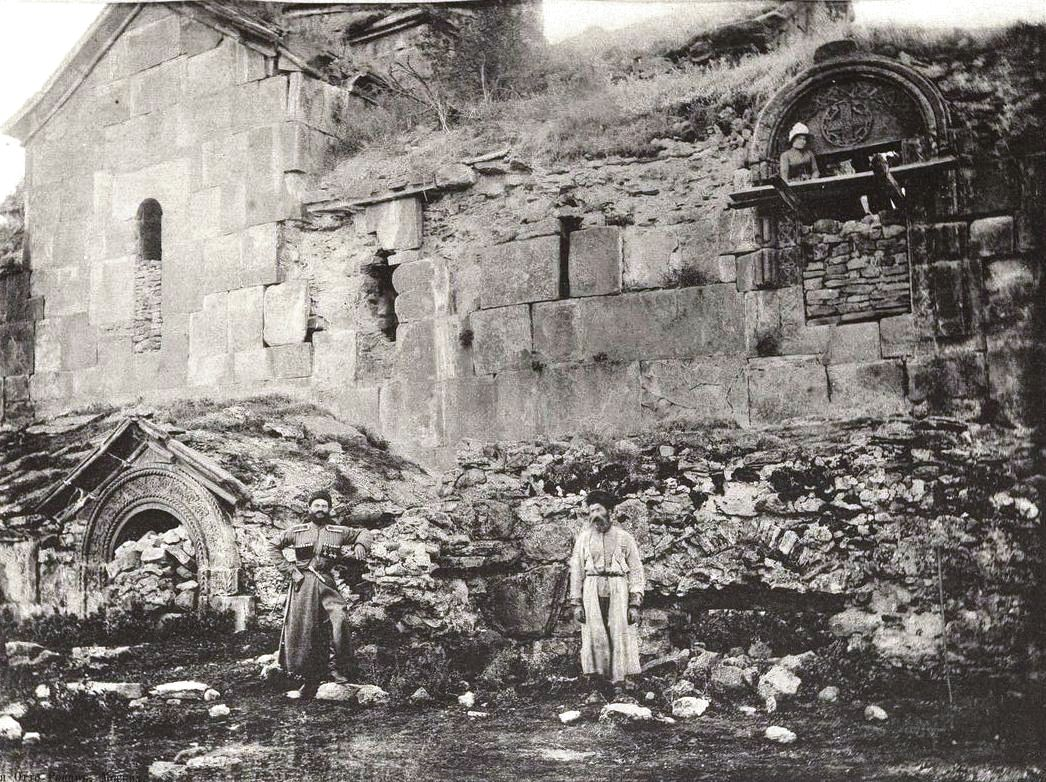
Vista norte, 1894.